# نینجا ۳: تسلط
نینجا ۳: تسلط' (به انگلیسی: Ninja III: The Domination) یک فیلم ترسناک، اکشن و رزمی آمریکایی محصول سال ۱۹۸۴ به کارگردانی سام فرستنبرگ با بازی شو کوساگی، لوسیندا دیکی، جردن بنت و جیمز هانگ است. این سومین فیلم از مجموعه سه‌گانه فیلم‌های نینجا شرکت گروه کانن است که اولین فیلم نینجا وارد می‌شود و دومین فیلم انتقام نینجا است.

## خلاصه داستان
یک نینجای بی رحم پس از کشتن تعداد زیادی از مردم، بدست تعدادی از افراد پلیس به قتل می‌رسد. روح شیطانی او وارد بدن یک زن مربی ورزش (کریستی) شده و او را وادار به کشتن قاتلان نینجا می‌کند. در این مرحله یک نینجای دیگر (یامادا) برای جلوگیری از کشتارهای بیشتر وارد عمل می‌شود.